# Husarendenkmal (Heilsberg)

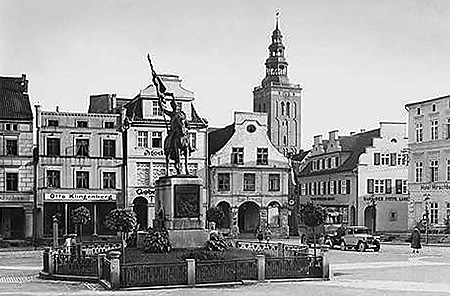
Husarendenkmal in Heilsberg, Aufnahme um 1925

Das Husarendenkmal war ein Kriegerdenkmal auf dem Marktplatz von Heilsberg.

## Geschichte
Nach einem Brand in der Innenstadt wurde der Marktplatz umgestaltet. Um ihm einen zentralen Mittelpunkt zu geben, stellte man dort ein von dem Bildhauer Victor Seifert geschaffenes Reiterstandbild auf. Es erinnerte an die Schlacht bei Heilsberg am 10. Juni 1807, in der die Prittwitz-Husaren das 55. französische Linien-Infanterie-Regiment besiegen und dessen Adlerstandarte erobern konnten. Demgemäß zeigt das Denkmal einen Prittwitzhusaren mit der eroberten Fahne.
Das Kriegerdenkmal wurde am 18. August 1913 durch den General der Kavallerie August von Mackensen, der Ehrenbürger der Stadt und ehemaliger Kommandeur des 1. Leib-Husaren-Regiments Nr. 1 war, im Rahmen der Jahrhundertfeierlichkeiten der Befreiungskriege im Deutschen Reich eingeweiht. Im Zweiten Weltkrieg wurde es zerstört und danach nicht wieder errichtet.